# Mystic Pizza
Pour les articles homonymes, voir Mystic.
Pour plus de détails, voir Fiche technique et Distribution.
Mystic Pizza est un film américain de 1988 réalisé par Donald Petrie, avec Annabeth Gish, Julia Roberts et Lili Taylor. Le film marque les débuts de Petrie en tant que réalisateur de longs métrages et les débuts de Matt Damon et de Julia Roberts au cinéma. Depuis sa sortie, le film fait l'objet d'un véritable culte.

## Synopsis
Les sœurs Kat (Annabeth Gish) et Daisy Araújo (Julia Roberts) et leur amie Jojo Barbosa sont trois adolescentes luso-américaines qui travaillent comme serveuses à Mystic Pizza, une pizzeria appartenant à Leona dans la ville de pêcheurs de Mystic, dans le Connecticut.
Kat et Daisy sont totalement opposées. Kat, la sœur cadette, est une astronome en herbe qui travaille au planétarium du musée de la chasse à la baleine du Mystic Seaport, et l'université de Yale l'a acceptée grâce à une bourse partielle. Kat travaille au restaurant la nuit et comme baby-sitter le jour afin de récolter des fonds pour l'école. Le seul objectif de Daisy est de quitter Mystic et de s'amuser autant que possible pendant qu'elle y est encore coincée. Leur mère portugaise favorise Kat pour ses rêves et ses aspirations tout en remettant souvent en question les choix de vie de Daisy.
Daisy rencontre un beau et riche jeune homme nommé Charles dans un bar. Ils sont immédiatement attirés l'un par l'autre et entament une relation, au grand dam de sa mère. Cependant, lors d'un dîner de famille, les membres de sa famille font involontairement des commentaires insensibles sur l'origine ethnique de Daisy, et Charles réagit de manière excessive. Daisy rompt avec lui, croyant que les remarques de sa famille étaient inoffensives et l'accusant de l'utiliser pour se rebeller contre ses parents.
Kat s'éprend de son employeur Tim, un architecte diplômé de Yale qui l'a engagée pour s'occuper de sa fille Phoebe, âgée de quatre ans, pendant que sa femme travaille en Angleterre. Une relation se développe entre eux, qu'elle croit être de l'amour, et ils ont des rapports sexuels. Cependant, lorsque l'épouse revient, les illusions de Kat sont brisées. Daisy console sa sœur dévastée, et elles se lient.
Jojo veut continuer à faire l'amour avec son petit ami Bill, qu'elle a déjà tenté d'épouser, mais s'était évanouie lors de leur mariage par peur de s'engager au long terme. Cependant, Bill refuse d'avoir des relations sexuelles avec elle avant qu'ils ne soient mariés, ce à quoi elle n'est toujours pas prête. Bill finit par rompre avec Jojo, estimant qu'elle ne l'aime pas vraiment et qu'elle ne le fréquente que pour le sexe.
Plus tard, un célèbre critique gastronomique de la télévision, surnommé "The Fireside Gourmet", se rend inopinément à Mystic Pizza. Sous le regard de Kat, Daisy, Jojo et Leona depuis le comptoir, il prend quelques bouchées d'une tranche, prend des notes dans son carnet et part après avoir payé l'addition. Son approbation peut faire des merveilles pour un restaurant, mais ils ne sont pas optimistes. Cependant, quelques jours plus tard, le critique donne à la pizzeria sa meilleure note, la qualifiant de "superbe". Le téléphone du restaurant se met immédiatement à sonner, et Leona rit en informant l'appelant qu'aucune réservation n'est nécessaire.
Finalement, Tim amène Phoebe à Mystic Pizza car elle veut dire au revoir à Kat. Tim lui donne un chèque pour l'aider à couvrir ses frais de scolarité, mais elle le déchire ; elle acceptera plus tard de l'argent de Leona. Jojo accepte finalement d'épouser Bill, et Daisy et Charles se réconcilient lors de leur mariage. Le film se termine avec les trois filles qui, depuis le balcon du restaurant, contemplent l'eau et se souviennent du temps passé ensemble.

## Fiche technique
- Titre : Mystic Pizza
- Réalisation : Donald Petrie
- Scénario : Amy Holden Jones, Perry Howze, Randy Howze et Alfred Uhry
- Production : Mark Levinson, Scott M. Rosenfelt et Samuel Goldwyn Jr.
- Musique : David McHugh et Barry Coffing (non crédité)
- Photographie : Tim Suhrstedt (en)
- Montage : Don Brochu (de) et Marion Rothman
- Décors : David Chapman
- Budget : 6 millions de dollars
- Pays d'origine :  États-Unis
- Langue : anglais
- Format : Couleurs - 1,85:1 - Stéréo - 35 mm
- Genre : Comédie dramatique
- Durée : 104 minutes
- Dates de sortie :
  - États-Unis : 21 octobre 1988
  - Belgique : 7 février 1990
  - France : 13 février 1991

## Distribution
- Annabeth Gish (VF : Dorothée Jemma) : Kat Arujo
- Julia Roberts (VF : Céline Monsarrat ; VQ : Marie-Andrée Corneille) : Daisy Arujo
- Lili Taylor (VF : Déborah Perret ; VQ : Linda Roy) : Jojo
- Vincent D'Onofrio (VF : Chris Bénard ; VQ : Pierre Auger) : Bill
- William R. Moses (VF : Éric Legrand ; VQ : Marc Bellier) : Tim Travers
- Adam Storke (VF : Emmanuel Curtil ; VQ : Alain Zouvi) : Charles Gordon Windsor, Jr.
- Conchata Ferrell (VF : Monique Thierry ; VQ : Mireille Thibault) : Leona
- Joanna Merlin : Mme Arujo
- Porscha Radcliffe : Phoebe Travers
- Arthur Walsh (VQ : André Montmorency) : Manny
- John Fiore : Jake
- Gene Amoroso : M. Barboza
- Sheila Ferrini : Mme Barboza
- Janet Zarish : Nicole Travers
- Louis Turenne (VQ : Raymond Bouchard) : Hector Freshette
- Matt Damon : Steamer

## À noter
- Le film n'est sorti en France qu'en 1991, soit trois ans après sa sortie initiale aux États-Unis. Les distributeurs français ont en effet profité pour exploiter la popularité de Julia Roberts acquise l'année précédente avec Pretty Woman.
- Il s'agit du premier film dans lequel joua Matt Damon. Son ami Ben Affleck avait également auditionné pour le rôle.

## Récompenses et distinctions
- Prix du meilleur premier film et nomination au prix de la meilleure actrice (Julia Roberts), lors des Independent Spirit Awards 1989.
- Nominations au prix de la meilleure jeune actrice pour Annabeth Gish et Julia Roberts lors des Young Artist Awards 1989.